# Communauté de communes du Pays des Géants
De Communauté de communes du Pays des Géants (lett. 'Gemeenschap van gemeenten van het Land van de Reuzen') is een voormalig gemeentelijk samenwerkingsverband (intercommunalité) in het oosten van de Franse Westhoek. Op 1 januari 2014 is deze opgegaan in de nieuw gevormde Intercommunale Binnen-Vlaanderen
Het samenwerkingsverband bestond uit zeven van de negen gemeenten in het eveneens voormalige kanton Steenvoorde. De gemeente Boeschepe was aangesloten bij de Communauté de communes rurales des Monts de Flandre, terwijl de gemeente Godewaarsvelde aangesloten was bij de Communauté de communes Monts de Flandre-Plaine de la Lys.
De naam 'Land van de Reuzen' wijst op de stadsreuzen, die kenmerkend zijn voor Vlaanderen. In Steenvoorde wordt elke zes jaar een Europees Festival voor Reuzen gehouden.